# Sitticus welchi
Sitticus welchi är en spindelart som beskrevs av Gertsch, Mulaik 1936. Sitticus welchi ingår i släktet Sitticus och familjen hoppspindlar. Inga underarter finns listade i Catalogue of Life.